# 沙隅站
沙隅站（：／ Sau yeok */?）副站名金浦市廳，是金浦都市輕軌沿線的一座地下車站，位於韓國京畿道金浦市沙隅洞。

## 車站結構
站體為2面2線側式月台的地下車站，候車月台設有月台幕門，並有3處出口。

### 月台配置
| 傑浦北邊 ↑ |
| \| 上      |
| ↓ 豐舞     |

| 月台 | 路線          | 目的地       |
| ---- | ------------- | ------------ |
| 上行 | ●金浦都市鐵道 | 陽村方向     |
| 下行 | ●金浦都市鐵道 | 金浦機場方向 |

## 歷史
- 2019年9月28日：落成啟用。

## 車站周邊
- 金浦綜合運動場
- 金浦市政府
- 金浦市議會
- 金浦市衛生所
- 金浦市老人綜合福祉館
- 金浦第一工業高校
- 金波中學
- 金波初等學校
- 沙隅初等學校

## 相鄰車站
金浦都市鐵道
●金浦都市鐵道
傑浦北邊（G105）－沙隅（G106）－豐舞（G107）